# Maręże
Maręże – kolonia w Polsce położona w województwie łódzkim, w powiecie wieluńskim, w gminie Skomlin.
W latach 1975–1998 miejscowość administracyjnie należała do województwa sieradzkiego.